# The Association

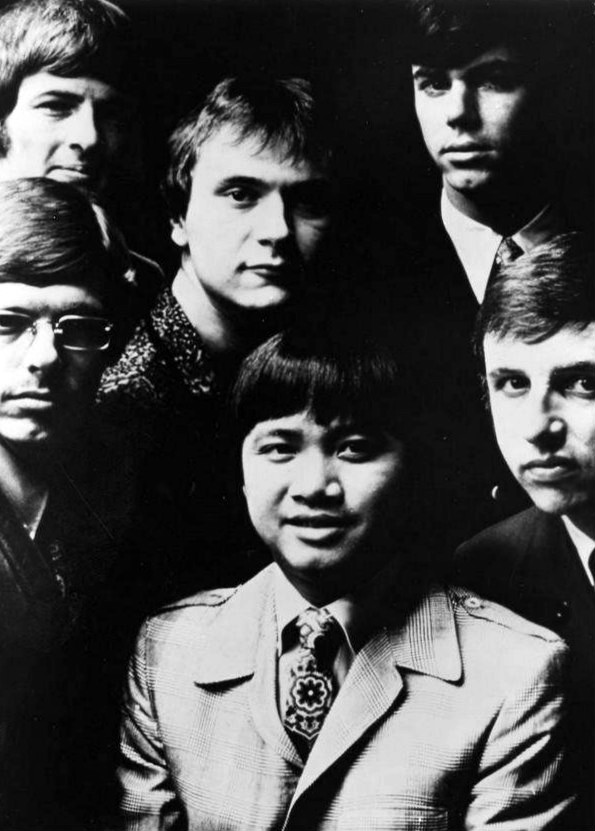
The Association in 1968

The Association is een Amerikaanse popgroep uit Los Angeles. Ze waren eind jaren zestig populair. Hun bekendste nummers zijn Along Comes Mary, Cherish, Windy en Never My Love.

## Biografie
In het voorjaar van 1965 richtten de verkoper Terry Kirkman en de marinier Gary "Jules" Alexander in Los Angeles de 13-koppige formatie The Men op, nadat ze elkaar hadden leren kennen in Honolulu. Er ontstond echter al gauw ruzie tijdens een repetitie en zeven leden besloten de groep te verlaten. De zes overige leden wilden echter wel doorgaan als groep. Aanvankelijk wilden ze zich The Aristocrats noemen, maar toen Terry's vrouw Judy de betekenis van dat woord wilde opzoeken, vond ze op dezelfde pagina in het woordenboek het woord Association. Uiteindelijk werd dat de nieuwe bandnaam. Naast Terry en Jules bestond The Association uit Ted Bluechel, Brian Cole, Russ Giguere en Bob Page. Bob werd echter al gauw vervangen door Jim Yester.
De groep brak in 1966 door met de single Along Comes Mary. Dat nummer werd door verschillende radiostations geweigerd, omdat door sommigen werd aangenomen dat Mary op de drug marihuana sloeg. In Nederland was dit de enige hit voor The Association; het haalde de 34e plaats in de Nederlandse Top 40. In hun eigen land kwam het tot #7. De opvolger Cherish werd zelfs een Amerikaanse #1-hit. Beide nummers waren afkomstig van het album And then... along comes the Association.
In 1967 verlaat Gary "Jules" Alexander de groep om in India meditatiefilosofie te gaan studeren. Hij wordt vervangen door de Hawaïaan Larry Ramos, die uit The New Christy Minstrels kwam. Het succes gaat echter onverminderd door. De single Windy staat in april van dat jaar 4 weken op #1 en ook het album Insight out verkoopt goed. De tweede single van dat album Never my love wordt een #2-hit. Daarna gaat het wat achteruit met het succes van de groep. Alleen de single Everything that touches you weet in 1968 nog in de Top 10 te komen. In 1969 komt Jules terug bij The Association en wordt de titelsong voor de film Goodbye Columbus opgenomen, maar dat nummer komt niet hoger dan #80 in de Billboard Hot 100. In 1970 gaat Russ Giguere solo en wordt hij vervangen door Richard Thompson.
In 1973 gaat de groep uit elkaar nadat op 2 augustus 1972 basgitarist Brian Cole overleed aan een overdosis drugs. Drummer Ted Bluechel was de enige die muziek bleef maken. Hij bleef met een stel andere muzikanten, waaronder Ric Ulskey, onder de naam The Association optreden. In het begin waren Jim Yester en Larry Ramos daar nog bij, maar ook die haakten na verloop van tijd af. In 1980 was er een reünie van de band en werden er twee singles opgenomen. Eén daarvan, Dreamer, kwam tot #66 in de Amerikaanse hitlijsten. Vanaf 1983 viel de groep echter weer langzaam uit elkaar, doordat de leden er een voor een mee ophielden. Russ Giguere en Larry Ramos bleven uiteindelijk als enige leden over en vormden rond 1989 een nieuwe groep met Del Ramos (de jongere broer van Larry), Paul Holland, Donni Gougeon en Bruce Pictor.
The Association treedt nog steeds op. Na het overlijden van Larry Ramos en het terugtreden van Russ Giguere bestaat de groep momenteel uit Del Ramos, Jordan Cole (de zoon van Brian Cole), Jules Gary Alexander, Jim Yester en Bruce Pictor.

## Bezetting

### Huidige leden
- Jules Alexander (1965-1967, 1969-1973, 1980-1989, 2012-)
- Jim Yester (1965-1973, 1974-1977, 1979-1983, 2007-heden)
- Bruce Pictor (1985-heden)
- Paul Holland (1987-1999; 2014-heden)
- Del Ramos (broer van Larry Ramos; 1999-heden)
- Jordan Cole (zoon van Brian Cole; 1999-heden)

### Gedeeltelijke lijst van voormalige leden
- Russ Giguere (1965-1970, 1980-2014)
- Ted Bluechel (1965-1984)
- Terry Kirkman (1965-1973, 1980-1984)
- Brian Cole (1965-1972); overleden in 1972
- Larry Ramos (1967-1976, 1980-2014); overleden in 2014
- Richard Thompson (1970-1973)

## Discografie

### Singles
| Single met eventuele hitnotering(en) in de Nederlandse Top 40 | Datum van verschijnen | Datum van binnenkomst | Hoogste positie | Aantal weken | Opmerkingen |
| ------------------------------------------------------------- | --------------------- | --------------------- | --------------- | ------------ | ----------- |
| Along comes Mary                                              |                       | 30-7-1966             | 34              | 4            |             |
| Windy                                                         |                       | 29-7-1967             | tip             |              |             |
| Time for living                                               |                       | 1-6-1968              | tip             |              |             |

### NPO Radio 2 Top 2000
| Nummer met noteringen in de NPO Radio 2 Top 2000 | '00  | '01 | '02  | '03  | '04  |
| ------------------------------------------------ | ---- | --- | ---- | ---- | ---- |
| Along Comes Mary                                 | 1307 | -   | 1596 | 1664 | 1556 |

1. ↑  Een '-' betekent dat het nummer niet was genoteerd en een vetgedrukt getal geeft de hoogste notering aan.
2. ↑  2000 was het eerste jaar met een notering voor dit nummer.
3. ↑  Deze tabel is bijgewerkt tot en met de laatste editie (2024).